# Вилтон (Северна Дакота)
Вилтон (енгл. Wilton) град је у америчкој савезној држави Северна Дакота.

## Демографија
По попису из 2010. године број становника је 711, што је 96 (-11,9%) становника мање него 2000. године.
| Група             | 2000.       | 2010.       |
| Белци             | 792 (98,1%) | 683 (96,1%) |
| Афроамериканци    | 1 (0,1%)    | 0 (0,0%)    |
| Азијати           | 0 (0,0%)    | 1 (0,1%)    |
| Хиспаноамериканци | 3 (0,4%)    | 9 (1,3%)    |
| Укупно            | 807         | 711         |